# Aneth (restaurant)
Aneth is een restaurant in Brugge. De chef is Paul Hendrickx. Het restaurant serveert lichte, creatieve visgerechten met Braziliaanse invloeden.

## Erkenningen
In 2009 kreeg het restaurant een Michelinster die het in november 2012, met de gids voor 2013, weer verloor.
Paul Hendrickx won verschillende wedstrijden: winnaar van Viskok van het jaar 1996 VLAM, laureaat van het festival van het varkentje Antonius Award (1999), winnaar wedstrijd Internationale Grand prix Saisonnier (2000), winnaar Flavoursome Region Europe (2000), winnaar Prosper Montagné (2003).
Ook de mensen uit zijn team zijn vaak bekroond. Souschef Roseane Barros da Silva was winnaar van Viskok van het jaar 2007, een wedstrijd van VLAM, en souschef Frederik Hoorne werd in 2009 winnaar Prosper Montagné. De sommelier Hilde Jonckheere werd in 2009 eerste sommelier van België.
In 2014 wilde Hendrickx zijn zaak overlaten. Hij vond geen overnemer en bleef dus verder het restaurant open houden, zonder Michelinster en met het doel tegen gunstiger prijzen een aantrekkelijke kaart aan te bieden.

## Het pand
Het restaurant is sinds 1996 gevestigd in de Maria van Bourgondiëlaan, naast het Graaf Visartpark, aan de rand van de Brugse binnenstad. Het gerenoveerd herenhuis biedt plaats aan 17 tafeltjes.